# 乌尔斯河畔格朗塞
烏爾斯河畔格朗塞（法語：Grancey-sur-Ource，法語發音：[ɡʁɑ̃sɛ syʁ uʁs]）是法国科多尔省的一个市镇，位于该省北部，和上马恩省接壤，属于蒙巴尔区。

## 地理
乌尔斯河畔格朗塞（48°0'28"N, 4°35'16"E）面积23.94 平方千米，位于法国勃艮第-弗朗什-孔泰大區科多尔省，该省份为法国中东部省份，北起奥布省，西接涅夫勒省和约讷省，南至索恩-卢瓦尔省，东南接汝拉省，东临上索恩省，东北部与上马恩省接壤。
与乌尔斯河畔格朗塞接壤的市镇（或旧市镇、城区）包括：坎凡、埃苏瓦、塞纳河畔米西、乌尔斯河畔韦皮利耶尔、欧特里库尔、塞纳河畔沙雷。

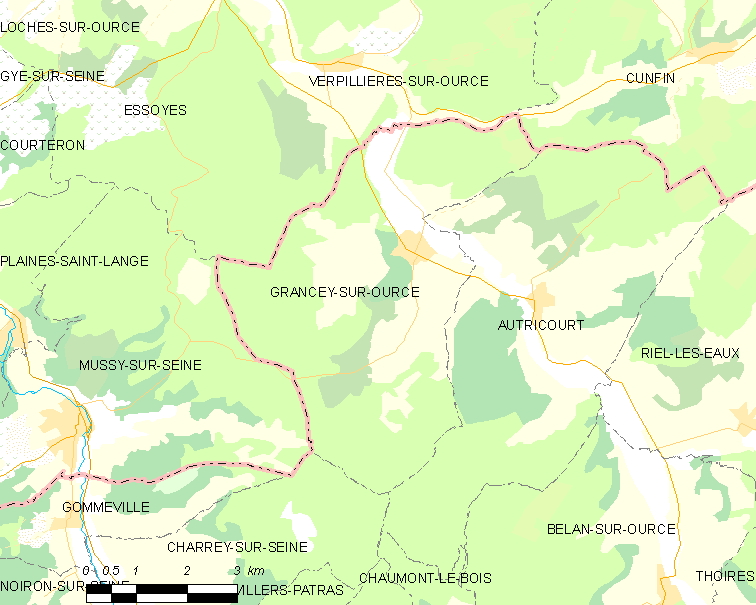
乌尔斯河畔格朗塞的OSM定位图

乌尔斯河畔格朗塞的时区为UTC+01:00、UTC+02:00（夏令时）。

## 行政
乌尔斯河畔格朗塞的邮政编码为21570，INSEE市镇编码为21305。

## 政治
乌尔斯河畔格朗塞所属的省级选区为塞纳河畔沙蒂永县。

## 人口

1962-2008年间乌尔斯河畔格朗塞人口变化图示

乌尔斯河畔格朗塞于2022年1月1日时的人口数量为179人。